# قائمة الأحزاب السياسية في ألمانيا

شعار ألمانيا

علم ألمانيا

هذه قائمة الأحزاب السياسية في ألمانيا.
البرلمان الألماني البوندستاغ، لديه نظام متعدد الأحزاب مع حزبين رئيسيين، الحزب الديمقراطي الاجتماعي (SPD) وحزب الاتحاد الديمقراطي المسيحي (CDU) مع شقيقه الحزبي، حزب الاتحاد الاجتماعي المسيحي (CSU) في المجموعة البرلمانية نفسها، التي تعرف أيضا باسم CDU/CSU أو الاتحاد.
ويوجد في ألمانيا أيضا عدد من الأحزاب الصغيرة، أهمها اليسار وتحالف '90/الخضر. عادة ما تتألف الحكومة الاتحادية الألمانية من ائتلاف بين الأحزاب الكبيرة والصغيرة، عادة بين ررارر والحزب الديمقراطي الحر (الحزب الديمقراطي الحر)، أو «تحالف الحمر والخضر» من الحزب الديمقراطي الاجتماعي وحزب الخضر. من عام 1966 إلى عام 1969 ومن 2005 إلى 2009 ومرة أخرى منذ عام 2013، والحكومة الاتحادية تتألف من «تحالف موسع». في عام 2013، خرج الحزب الديمقراطي الحر من البرلمان الوطني، وفي الأشهر التالية أيضا من بعض برلمانات الولايات بحيث لا يشارك في أي حكومة منذ ذلك الوقت.
غالباً ما يعبر عن التحالفات في البرلمان والمشرعين في الولايات من خلال ألوان الحزب. ألوان الأحزاب هي أحمر للحزب الديمقراطي الاجتماعي، أخضر لتحالف'90/الخضر، أصفر للحزب الديمقراطي الحر، أحمر داكن أو أحمر وأرجواني لحزب اليسار وأسود أو أزرق لحزب الاتحاد الديمقراطي المسيحي/الاتحاد الاجتماعي المسيحي.

## الأحزاب الممثلة فيالبوندستاغو/أو فيالبرلمان الأوروبي
| الحزب | الحزب                                                                   | الحزب | الاختصار    | القادة                                  | العقيدة                                                                 | نواب البوندستاغ | نواب البرلمان الأوروبي | الموقف السياسي              | كلتة البرلمان الأوربي                                |
| --- | ----------------------------------------------------------------------- | --- | ----------- | --------------------------------------- | ----------------------------------------------------------------------- | --------------- | ---------------------- | --------------------------- | ---------------------------------------------------- |
| |                                                                         | الحزب الديمقراطي الاجتماعي الألماني Sozialdemokratische Partei Deutschlands                                                                                               | SPD         | ساسكيا إسكن لارس كلينغبايل              | ديمقراطية اجتماعية                                                      | 206 / 736       | 16 / 96                | يسار الوسط                  | التحالف التقدمي للاشتراكيين والديمقراطيين S&D        |
| |                                                                         | الاتحاد الديمقراطي المسيحي الألماني Christlich Demokratische Union Deutschlands                                                                                           | CDU         | فريدرش ميرتس                            | ديمقراطية مسيحية، محافظة ليبرالية                                       | 152 / 736       | 23 / 96                | يمين الوسط                  | كتلة حزب الشعب الأوروبي EPP                          |
| | الاتحاد الاجتماعي المسيحي في بافاريا Christlich-Soziale Union in Bayern | CSU | ماركوس زودر | ديمقراطية مسيحية، سياسة محافظة          | 45 / 736                                                                | 6 / 96          | يمين الوسط             | كتلة حزب الشعب الأوروبي EPP |                                                      |
| |                                                                         | تحالف 90/الخضر Bündnis 90/Die Grünen | GRÜNE       | ريكاردا لانغ أوميد نوريبور              | سياسة خضراء                                                             | 118 / 736       | 21 / 96                | يسار الوسط                  | الخضر/التحالف الأوروبي الحر Greens/EFA               |
| |                                                                         | الحزب الديمقراطي الحر Freie Demokratische Partei | FDP         | كريستيان ليندنر                         | ليبرالية، ليبرالية كلاسيكية                                             | 92 / 736        | 5 / 96                 | وسط إلى يمين الوسط          | تجديد أوروبا RE                                      |
| |                                                                         | البديل من أجل ألمانيا Alternative für Deutschland | AfD         | أليس فايدل تينو شروبالا                 | قومية ألمانية شعبوية يمينية شكوكية أوروبية                              | 83 / 736        | 11 / 96                | يمين متطرف                  | الهوية والديمقراطية ID                               |
| |                                                                         | اليسار Die Linke | LINKE       | جانين فيسلر [الإنجليزية] مارتن شيرديفان | اشتراكية ديمقراطية،}} Left-wing populism                                | 39 / 736        | 7 / 96                 | يسارية                      | اليسار المتحد الأوروبي-اليسار الأخضر النوردي GUE/NGL |
| |                                                                         | حزب تحالف سارة فاجنكنيشت Bündnis Sahra Wagenknecht | BSW         | سارة فاجنكنيشت، أميرة محمد علي          | اشتراكية يسارية محافظة محافظة إجتماعية اشتراكية ديمقراطية شعبوية يسارية | 10 / 735        | 0 / 96                 | يسارية                      | لا كتلة                                              |
| |                                                                         | {{الناخبون الأحرار Freie Wähler | FW          | هوبيرت أيفانغر                          | محافظة ليبرالية، جهوية                                                  | 0 / 736         | 2 / 96                 | يمين الوسط                  | تجديد أوروبا RE                                      |
| |                                                                         | حزب الوسط الألماني Deutsche Zentrumspartei | ZENTRUM     | كريستيان أوته ‏                          | كاثوليكية سياسية، ديمقراطية مسيحية، محافظة اجتماعية                     | 1 / 736         | 1 / 96                 | يمين الوسط                  | لا كتلة                                              |
| |                                                                         | جمعية ناخبي جنوب شليسفيغ Südschleswigscher Wählerverband | SSW         | كريستيان ديرشاور                        | جهوية، سياسة الأقليات العرقية ‏، ليبرالية اجتماعية                       | 1 / 736         | 0 / 96                 | وسطية                       | الخضر/التحالف الأوروبي الحر Greens/EFA               |
| |                                                                         | حزب العمل وسيادة القانون والرفق بالحيوان وتشجيع النخبة والديمقراطية الشعبية Partei für Arbeit, Rechtsstaat, Tierschutz, Elitenförderung und basisdemokratische Initiative | Die PARTEI  | مارتن سونيبورن ‏                         | هجائية                                                                  | 0 / 736         | 1 / 96                 | لا سياسية                   | لا كتلة                                              |
| |                                                                         | الحزب الديمقراطي البيئي [الإنجليزية] Ökologisch-Demokratische Partei | ÖDP         | كريستيان ريشهولز                        | سياسة محافظة خضراء                                                      | 0 / 736         | 1 / 96                 | يمين الوسط                  | الخضر/التحالف الأوروبي الحر Greens/EFA               |
| |                                                                         | المصلحون الليبراليون المحافظون ‏ Liberal-konservative Reformer | LKR         | يورغن يوست                              | محافظة ليبرالية، ليبرالية اقتصادية، شكوكية أوروبية                      | 0 / 736         | 1 / 96                 | يمين الوسط إلى يمينية       | المحافظون والإصلاحيون الأوروبيون ECR                 |
| |                                                                         | فولت ألمانيا ‏ Volt Deutschland | Volt        | ريبيكا مولر ‏ كونور غايغر                | فدرلة الاتحاد الأوروبي                                                  | 0 / 736         | 1 / 96                 | وسطية إلى يسار الوسط        | الخضر/التحالف الأوروبي الحر Greens/EFA               |
| |                                                                         | حزب القراصنة الألماني Piratenpartei Deutschland | PIRATEN     | آنه هيربيرتس                            | سياسات القرصنة، ليبرالية اجتماعية                                       | 0 / 736         | 1 / 96                 | سياسية توفيقية              | الخضر/التحالف الأوروبي الحر Greens/EFA               |
| |                                                                         | حزب العائلة الألماني ‏ Familien-Partei Deutschlands | Familie     | هيلموت غويكينغ ‏                         | محافظة اجتماعية, ديمقراطية مسيحية                                       | 0 / 736         | 1 / 96                 | يمين الوسط إلى يمينية       | المحافظون والإصلاحيون الأوروبيون ECR                 |
| أ يشكل كل من الاتحاد الديمقراطي المسيحي CDU والاتحاد الاجتماعي المسيحي في بافاريا CSU كتلة الاتحاد المسيحي CDU / CSU في البوندستاغ؛ ينشط CSU فقط في بافاريا بينما ينشط CDU في باقي الولايات. ب بعض الأحزاب مثل حزب الخضر لديها قائدين (عادة ذكر وأنثى).. ج يمثل هذا الحزب الأقليات الدنماركية والفريزية. كحزب يمثل الأقليات العرقية فإنه لا ليس مقيد بعتبة التصويت بنسبة 5 ٪ لدخول المجلس. |                                                                         | |             |                                         |                                                                         |                 |                        |                             |                                                      |

## أحزاب أخرى ممثلة فيبرلمانات الولايات
| الحزب | الحزب | الحزب | الاختصار | القائد     | العقيدة       | منتخب في ولاية (المقاعد) | الموقف السياسي |
| ----- | ----- | --- | -------- | ---------- | ------------- | ------------------------ | -------------- |
|       |       | مواطنون غاضبون ‏ Bürger in Wut                                                                                    | BIW      | يان تيمكه  | شعبوية يمينية | بريمن (2)                | يمينية         |
|       |       | الحركات المدنية المتحدة في براندنبورغ/الناخبون الأحرار ‏ Brandenburger Vereinigte Bürgerbewegungen / Freie Wähler | BVB / FW | بيتر فيدا ‏ | جهوية         | براندنبورغ (5)           |                |

## أحزاب صغيرة
| الحزب | الحزب | الحزب | الاختصار             | العقيدة                                                                           | الموقف السياسي      |
| ----- | ----- | --- | -------------------- | --------------------------------------------------------------------------------- | ------------------- |
|       |       | حزب العمل من أجل رعاية الحيوان ‏ Aktion Partei für Tierschutz                                                    | Tierschutz hier!     | حقوق الحيوان                                                                      |                     |
|       |       | التحالف م - مسيحيون من أجل ألمانيا ‏ Bündnis C – Christen für Deutschland                                        | Bündnis C            | سياسة محافظة مسيحية أصولية                                                        | يمينية              |
|       |       | التحالف من أجل الابتكار والعدالة ‏ Bündnis für Innovation und Gerechtigkeit                                      | BIG                  | إسلام سياسي                                                                       |                     |
|       |       | التحالف من أجل حقوق الإنسان وحماية الحيوان والطبيعة ‏ Allianz für Menschenrechte, Tier- und Naturschutz          | Tierschutzallianz    | حقوق الحيوان                                                                      |                     |
|       |       | تحالف الديمقراطيين الألمان ‏ Allianz Deutscher Demokraten                                                        | AD-Demokraten        | سياسة محافظة إسلام سياسي                                                          |                     |
|       |       | حزب بوجو الأناركي الألماني ‏ Anarchistische Pogo-Partei Deutschlands                                             | APPD                 | هجاء                                                                              | اللاسياسية          |
|       |       | أرمينيوس — جمعية الشعب الألمانيArminus – Bund des deutschen Volkes                                              | Arminus – Bund       | ألمان روسيا interests قومية ألمانية                                               | يمين متطرف          |
|       |       | تحالف الدخل الأساسي ‏ Bündnis Grundeinkommen                                                                     | BGE                  | دخل أساسي شامل                                                                    | Single-issue        |
|       |       | حزب بافاريا ‏ Bayernpartei                                                                                       | BP                   | Autonomism القومية البافارية جهوية سياسة محافظة                                   | يمين الوسط          |
|       |       | حزب الجبل ‏ Bergpartei, die Überpartei                                                                           | B*                   | أناركية ما بعد اليسارية دادا                                                      | أقصى اليسار         |
|       |       | تضامن حركة الحقوق المدنية ‏ Bürgerrechtsbewegung Solidarität                                                     | BüSo                 | حركة لاروش نظرية المؤامرة                                                         | سياسية توفيقية      |
|       |       | قائمة المناخ ألمانيا ‏ Klimaliste Deutschland                                                                    | KL                   | التخفيف من آثار تغير المناخ                                                       |                     |
|       |       | الحزب الشيوعي الألماني Kommunistische Partei Deutschlands                                                       | KPD                  | شيوعية ماركسية لينينية ستالينية مناهضة التحريفية                                  | أقصى اليسار         |
|       |       | الديمقراطية في الحركة ‏ Demokratie in Bewegung                                                                   | DiB                  | الاشتراكية الديمقراطية                                                            | يسارية              |
|       |       | الحزب النسوي الألماني ‏ Feministische Partei Die Frauen                                                          | DIE FRAUEN           | نسوية                                                                             |                     |
|       |       | من الآن فصاعدا ... الديمقراطية عن طريق الاستفتاء Ab jetzt … Demokratie durch Volksabstimmung                    | Volksabstimmung      | ديمقراطية مباشرة                                                                  | يمينية              |
|       |       | الحزب الألماني الشيوعي Deutsche Kommunistische Partei                                                           | DKP                  | شيوعية ماركسية لينينية                                                            | أقصى اليسار         |
|       |       | الاتحاد الاجتماعي الألماني Deutsche Soziale Union                                                               | DSU                  | محافظة وطنية محافظة اجتماعية                                                      | يمينية              |
|       |       | الحزب الديمقراطي الشعبي في ألمانيا ‏ Basisdemokratische Partei Deutschland                                       | dieBasis             | ديمقراطية قاعدية احتجاجات على سياسات كوفيد-19 في ألمانيا الجدل حول استخدام اللقاح |                     |
|       |       | الليبراليون الديمقراطيون - الاشتراكيون الليبراليون ‏ Liberale Demokraten – Die Sozialliberalen                   | LD                   | ليبرالية اجتماعية                                                                 |                     |
|       |       | تحالف لوساتيا ‏ Lausitzer Allianz / Łužiska Alianca / Łužyska Alianca                                            |                      | جهوية تقدميةأحزاب الأقليات ‏                                                       |                     |
|       |       | الحزب الماركسي اللينيني الألماني ‏ Marxistisch-Leninistische Partei Deutschlands                                 | MLPD                 | ماركسية لينينية شيوعية                                                            | أقصى اليسار         |
|       |       | الديمقراطيون الواعون Achtsame Demokraten                                                                        | Die Achtsamen        |                                                                                   |                     |
|       |       | شجاعة mut | mut                  | ليبرالية اجتماعية                                                                 | يسار الوسط          |
|       |       | الحزب الوطني الديمقراطي الألماني Nationaldemokratische Partei Deutschlands                                      | NPD                  | نازيون جدد عصبية قومية رابطة الشعوب الجرمانيةمناهضة الهجرةانتقامية                | يمين متطرف          |
|       |       | حزب فرانكونيا ‏ Partei für Franken                                                                               | DIE FRANKEN          | ديمقراطية اجتماعية جهوية                                                          |                     |
|       |       | حزب البحوث الصحية ‏ Partei für Gesundheitsforschung                                                              | Gesundheitsforschung | Single-issue politics                                                             |                     |
|       |       | حزب الانسانيين ‏ Partei der Humanisten                                                                           | Die Humanisten       | إنسانوية علمانية تحررية مدنية ليبرالية اجتماعية                                   |                     |
|       |       | حزب العقل ‏ Partei der Vernunft                                                                                  | PDV                  | تحررية                                                                            |                     |
|       |       | حزب الإنسان والبيئة وحماية الحيوان ‏ Partei Mensch Umwelt Tierschutz                                             | Tierschutzpartei     | حقوق الحيوان بيئوية                                                               | سياسية توفيقية      |
|       |       | حزب المساواة الاشتراكي ‏ Sozialistische Gleichheitspartei                                                        | SGP                  | تروتسكية                                                                          | أقصى اليسار         |
|       |       | فريق تودنهوفر - حزب العدالة ‏ Team Todenhöfer – Die Gerechtigkeitspartei                                         | Team Todenhöfer      | معاداة النزعة العسكرية شعبوية                                                     |                     |
|       |       | الفريزيان Die Friesen                                                                                           | FRIESEN              | أحزاب الأقليات ‏                                                                   |                     |
|       |       | الطريق الثالث ‏ Der III. Weg                                                                                     |                      | نازيون جدد قومية ألمانية قومية إثنية شكوكية أوروبية                               | يمين متطرف          |
|       |       | الجمهوريون Die Republikaner                                                                                     | REP                  | قومية ألمانية محافظة وطنية شكوكية أوروبية محافظة اجتماعية                         | يمينية              |
|       |       | الحقوق Die Rechte                                                                                               |                      | نازيون جدد عصبية قومية رابطة الشعوب الجرمانيةمناهضة الهجرةتعديل تاريخي            | يمين متطرف          |
|       |       | The Urbans. A HipHop Party ‏ Die Urbane. Eine HipHop Partei                                                      | du                   |                                                                                   | يسارية[بحاجة لمصدر] |
|       |       | The Violets ‏ Die Violetten                                                                                      | Die Violetten        | ليبرالية اجتماعية روحية                                                           |                     |
|       |       | V-Partei³ – Party for Change, Vegetarians and Vegans V-Partei³ – Partei für Veränderung, Vegetarier und Veganer | V³                   | حقوق الحيوان بيئوية                                                               |                     |
|       |       | WiR2020 | W2020                | الجدل حول استخدام اللقاح احتجاجات على سياسات كوفيد-19 في ألمانيا                  |                     |